# Піранга рожевогорла
Піранга рожевогорла (Piranga roseogularis) — вид горобцеподібних птахів родини кардиналових (Cardinalidae).

## Поширення
Населяє півострів Юкатан (південь Мексики) та прилеглі райони Гватемали та Белізу. Мешкає на узліссях напіввологих і вологих зрілих лісів і в підліску відкритих лісів, хоча іноді трапляється на ділянках з чагарниками і розрізненими деревами.

## Опис
Дрібний птах завдовжки близько 15 см. Самці сірі з червоною короною; горло рожеве, таке ж, як нижнє покривне пір'я хвоста, а крила і хвіст червонуваті. Самиці — оливково-коричневі з жовтим горлом і сірими грудьми.

## Спосіб життя
Харчується комахами і фруктами. Зазвичай вони харчуються високо на деревах або ловлять комах у польоті.

## Підвиди
- P. r. cozumelae — острови Мухерес і Косумель біля східного узбережжя Юкатану.
- P. r. roseogularis — в північній сухішій частині півострова Юкатан
- P. r. tincta — у вологій південній частині півострова та на півночі Гватемали і Белізу.